# Говард, Чарльз, 17-й граф Саффолк
Чарльз Джон Говард, 17-й граф Саффолк, 10-й граф Беркшир (англ. Charles John Howard, 17th Earl of Suffolk, 10th Earl of Berkshire; 7 ноября 1805 — 14 августа 1876) — британский пэр и политик. Он носил титул учтивости — виконт Андовер с 1820 по 1851 год.

## Происхождение
Родился 7 ноября 1805 года. Старший сын Томаса Говарда, 16-го графа Саффолка (1776—1851), и достопочтенной Элизабет Джейн Даттон (1775—1836), дочери Джеймса Даттона, 1-го барона Шерборна, и Элизабет Кук.

## Политическая карьера
Чарльз Говард заседал в Палате общин Великобритании от Малмсбери в 1832—1841 годах.
4 декабря 1851 года после смерти своего отца Чарльз Говард унаследовал титулы 17-го графа Саффолка (Пэрство Англии), 10-го графа Беркшира (Пэрство Англии), 10-го виконта Андовера в графстве Саутгемптон (Пэрство Англии) и 10-го барона Говарда из Чарльтона в графстве Уилтшир (Пэрство Англии), став членом Палаты лордов Великобритании.

## Семья
2 сентября 1829 года Чарльз Говард женился на своей родственнице Изабелле Кэтрин Молинё-Говард (29 сентября 1806 — 20 июня 1891), дочери лорда Генри Томаса Говарда-Молинё-Говарда (брата Бернарда Говарда, 12-го герцога Норфолка), и Элизабет Лонг. У супругов было семеро детей:
- Леди Изабелла Джулия Элизабет Говард (15 апреля 1831 — 8 октября 1910), вышла замуж за майора Фрэнсиса Генри Атерли (1831—1897)
- Генри Чарльз Говард, 18-й граф Саффолк (10 сентября 1833 — 31 марта 1898)[1], старший сын и преемник отца.
- Достопочтенный Гревилл Теофилус Говард (22 декабря 1836 — 28 июля 1880)[1], адвокат, в 1873 году он женился на леди Одри Таунсенд, дочери Джона Таунсенда, 4-го маркиза Таунсенда
- Леди Мэри Шарлотта Генриетта Говард (1840 — 7 мая 1872)[1]
- Лейтенант Бернард Томас Говард (21 августа 1841 — 25 сентября 1868)[1]
- Леди Виктория Маргарет Луиза Говард (3 марта 1844 — 4 января 1906)[1]
- Достопочтенный Сесил Молинье Говард (30 марта 1849 — 28 апреля 1903), женат на Эми Шустер.

Он умер в августе 1876 года в возрасте 70 лет, и его титулы унаследовал его старший сын Генри.